# Store Memurutinden
Store Memurutinden o Memurutindan es la octava montaña más alta en Noruega, se encuentra en el municipio de Lom, Oppland.
El primer elemento de su nombre viene del río Memuru (Muru), el último elemento es la forma finita de 'pico de montaña' tind m. El nombre del río a su vez se deriva del verbo mara 'cavar' y El primer elemento Me viene del Nórdico antiguo mið "en el medio", porque la boca del río está casi exactamente en el centro del lago Gjendin.
El palabra store significa 'grande'.